# Magnus (Schweden)
Magnus der Starke oder Magnus Nilsson von Dänemark (* 1107; † 4. Juni 1134 in Fodevig) war ein dänischer Adliger aus dem Haus Estridsson und König von Schweden.

## Leben
Er war als Sohn von König Niels von Dänemark und Margarethe Fredkulla Prinz von Dänemark. 1127 heiratete er Rikissa von Polen, eine Tochter des polnischen Herzogs Bolesław III. Schiefmund und dessen zweiter Frau Salome von Berg-Schelklingen.
Etwa 1125 soll Magnus von den Westgauten nach dem Tode König Ragnvalds zum König von Schweden gewählt worden sein und blieb es für die nächsten fünf Jahre. In Östergötland konnte er sich gegen König Sverker I. nicht durchsetzen. 1130 wurde er von Sverker I. aus Schweden vertrieben.
Nach dem von ihm gewollten Mord an Knud Lavard fiel er in der Schlacht bei Fodevig 1134 im Südwesten von Skåne.